# チュチェ思想国際研究所
チュチェ思想国際研究所（チュチェしそうこくさいけんきゅうじょ、朝鮮語: 주체사상국제연구소、英語: International Institute of Juche Idea）とは、朝鮮民主主義人民共和国（北朝鮮）及び朝鮮労働党の公式政治思想である主体思想を研究する国際的な研究機関。
本部は日本の池袋。

## 概要
金日成・金正日主義を深く研究し、幅広く普及するための活動を行っている団体。
規約第11条により、本部は日本の東京に置かれている。全世界を対象としているため、役員は日本人だけでなく、世界各国のチュチェ思想信奉者が名を連ねている。
初代理事長は国際法学者であり法政大学名誉教授であった安井郁。
不定期に理論誌「チュチェ思想研究」を刊行したり、金日成・金正日・金正恩の著書の各国語版を作成している。

## 所在地・交通アクセス
- 東京都豊島区南池袋2-47-7-903
  - 東京地下鉄（東京メトロ）有楽町線東池袋駅から徒歩3分